# Kim Wagner
Kim Wagner er en dansk sanger, sangskriver og musiker. Han er bedst kendt for sin deltagelse i sangkonkurrencen Voice - Danmarks største stemme på TV 2, hvor han vandt en pladekontrakt med Universal Music i februar 2012. Efterfølgende udgav han singlen "The Song, Oh!", som han havde skrevet i samarbejde med Bo Christensen, Tom Lindby og Dan Hougesen fra rockgruppen Natural Born Hippies. Singlen debuterede som nummer fem på hitlisten den 2. marts 2012.
Kim Wagner har arbejdet som professionel musiker siden han blev student. Han har spillet og arbejdet sammen med navne som Big Fat Snake, Back to Back, Nikolaj Steen, Sanne Salomonsen, Erann DD, Martin Brygmann og D-A-D. I november 1999 udgav han sit debutalbum All I Ever Wanted på EMI.

## Diskografi

### Album
- All I Ever Wanted (1999)
- Universe Outside This World (2012)

### Singler
- "Praying for Rain" (1999)
- "All I Ever Wanted" (1999)
- "Free" (1999)
- "The Song, Oh!" (2012)